# Красная Поляна (микрорайон)
Кра́сная Поля́на — историческая местность города Всеволожска, находится в юго-западной части города.
Происхождение названия подлинно не известно.
В дореволюционных документах владелицей дачи на хуторе Красная Поляна, числилась петербургская «мастер дамских нарядов» Екатерина Ивановна Ауэрган. Второй дом на хуторе, согласно документам Всеволожского совета депутатов за 1918 год, принадлежал жителю деревни Щеглово, владельцу коровы и лошади Андрею Парикка. Третий дом в 1920 году Всеволожский совет отдал погорелице из деревни Ковалёво А. Зиминой.
На картах первые дома на старой дороге из деревни Орово в посёлок Бернгардовка стали обозначаться в 1920-х годах. В те годы они числились по улице Краснополянской, позднее переименованной в улицу Красная Поляна. Всё это опровергает народную этимологию топонима — по городской легенде, в годы войны здесь располагался учебный полк и опоздавших из увольнения курсантов, якобы, расстреляли на этой поляне.
В 1920-е годы в Красной Поляне насчитывалось три дома. В 1990-х в микрорайоне началось строительство современных коттеджей.
Сейчас Красная Поляна является продолжением улицы Спортивной за пределами микрорайона Бернгардовка.
Несмотря на небольшую площадь историческая местность Красная Поляна обозначается на картах Всеволожска. Высота центра — 24 м.
| Ближайшие микрорайоны      | Ближайшие микрорайоны | Ближайшие микрорайоны              |
| -------------------------- | --------------------- | ---------------------------------- |
| Северо-запад: Бернгардовка | Север: Бернгардовка   | Северо-восток: Бернгардовка        |
| Запад:                     |                       | Восток: Коммунально-складская зона |
| Юго-запад: Ковалёво        | Юг:                   | Юго-восток: Южный                  |

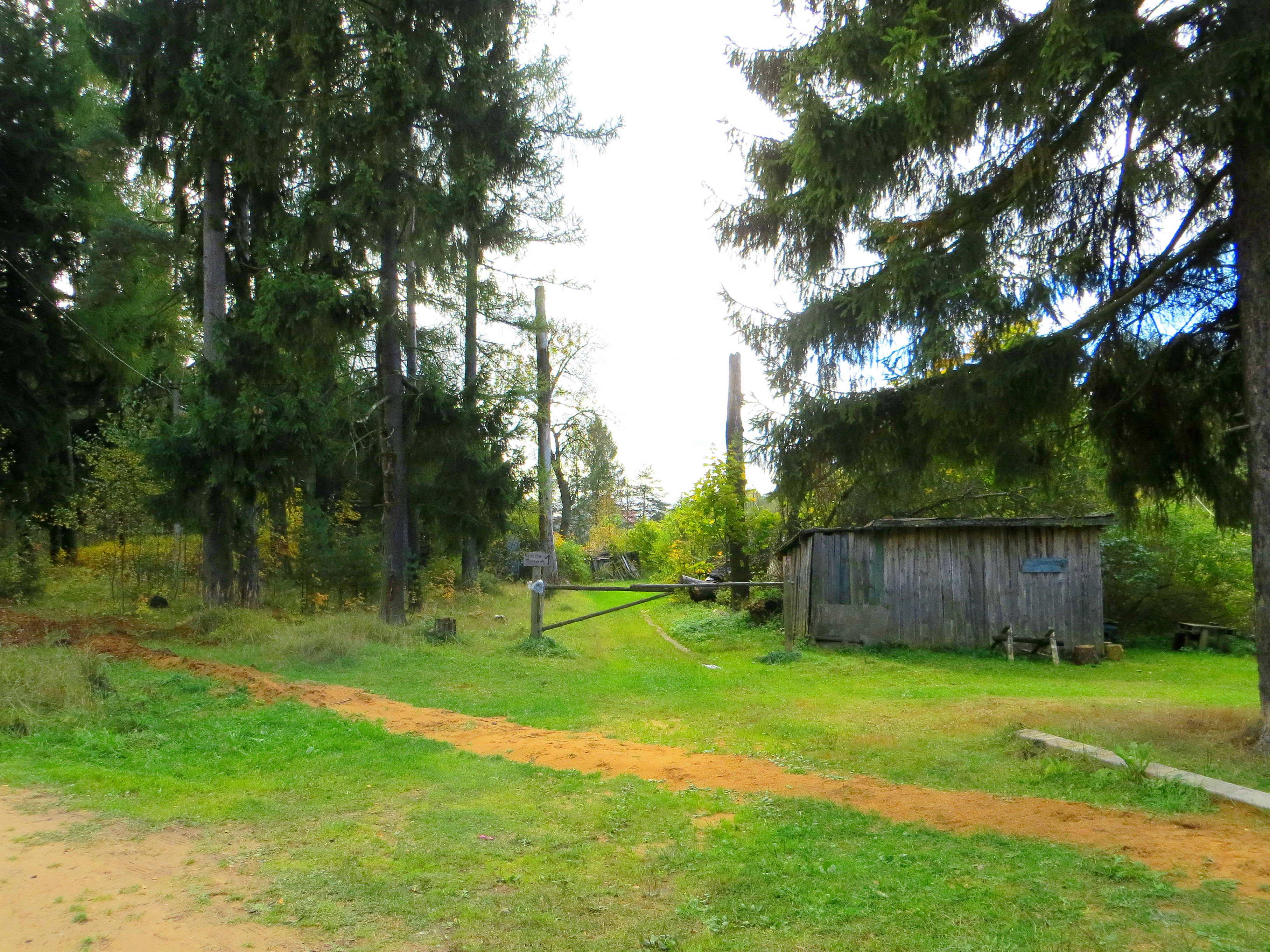
Красная Поляна, дом № 1